# Освобождение (1932)
„Освобождение“ е български вестник, печатен орган на Македонската младежка тайна революционна организация с главен редактор Коста Църнушанов.
Печатането му започва във Виена през декември 1932 година с подзаглавие „Глас на поробена Македония“. Нелегално се разпространява в Македония и се противопоставя се на насилствената асимилация на българското население във Вардарска и Егейска Македония. Вестникът е списван на български език, на четири страници и съдържа рубрики като „Страници от миналите борби на Македония“, „Сръбското и гръцкото робство и съпротивата срещу него“, „Чужди учени за Македония“ и други.
Вестник „Освобождение“ изиграва важна роля в организирането на младежта в Македония около идеята на ММТРО.